# Aleksandretta szara
Aleksandretta szara (Psittacula bensoni) – wymarły gatunek endemicznych papug występujący na wyspach należących do Archipelagu Maskarenów – Mauritiusie i Reunionie. Gatunek został sklasyfikowany jako członek plemienia Psittaculini, wraz z innymi papugami na wyspach.
Szczątki znalezione na Mauritiusie zostały opisane po raz pierwszy w 1973 roku jako należące do relatywnie mniejszych papug maurytyjskich z monotypowego rodzaju Lophopsittacus. Oprócz rozmiaru, kości te były podobne do kości innych papug z Maskarenów. Szczątki zostały później powiązane z siedemnasto- i osiemnastowiecznymi opisami małych, szarych papug żyjących na Mauritiusie i Reunionie. Jedyna ilustracja przedstawiająca te papugi pochodzi z opublikowanego w 1648 roku dziennika holenderskiego nawigatora Willema van West-Zanena opisującego jego podróż na Mauritius w 1602 roku. Dzięki temu gatunek ten został przeniesiony do rodzaju Psittacula.
Aleksandretty szare były szarymi ptakami o długich ogonach, większymi od innych gatunków z rodzaju Psittacula, które zwykle były zielone. Upolowanie tych papug było bardzo proste – złapanie jednej powodowało przywołanie całego stada. Uważano je za szkodniki niszczące uprawy, więc intensywnie na nie polowano. Wskutek wylesiania oraz polowań ostatecznie wyginęły w XVIII wieku – w latach 30. na Reunionie oraz w latach 60. na Mauritiusie.

## Taksonomia
W 1973 roku ornitolog Daniel T. Holyoak opisał pewne małe kości papugi, które odkrył wśród kolekcji szczątków papug maurytyjskich (Lophopsittacus mauritianus) w muzeum zoologii Uniwersytetu Cambridge. Kolekcja szczątków należała do Louisa Etienne Thirioux, który na początku XX wieku odkrył je w niewielkiej jaskini na zboczu góry Le Pouce na Mauritiusie. Zostały one umieszczone w muzeum zoologii w 1908 roku. Poza rozmiarem i mocną budową Holyoak nie znalazł kości wyróżniających się od tych należących do maskareńskich papug z rodzajów Lophopsittacus (papuga maurytyjska), Mascarinus (papuga maskareńska), Necropsittacus (papuga rodrigueska) oraz Psittacula (dwa lub trzy gatunki zamieszkujące Maskareny). Holyoak uważał, że wszystkie te rodzaje są ze sobą blisko powiązane.

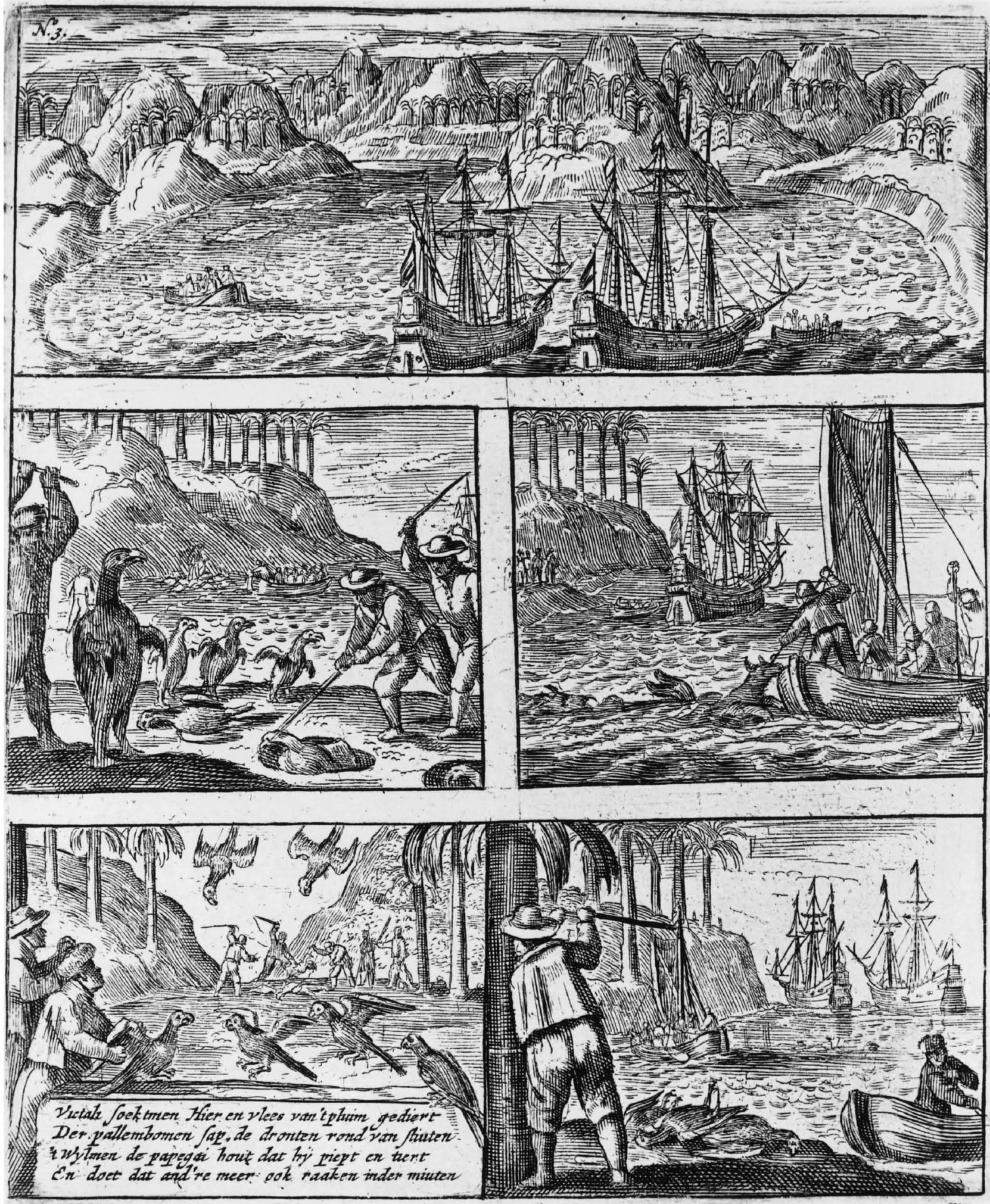
Grafika opublikowana w 1648, przedstawiająca zabijanie papug (dolny obrazek, prawdopodobnie ten gatunek) i innych zwierząt na Mauritiusie w 1602

Holyoak tymczasowo umiejscowił nowy gatunek w tym samym rodzaju co papugi maurytyjskie, nazywając go Lophopsittacus bensoni, honorując tym samym angielskiego ornitologa Constantine’a W. Bensona za jego pracę dotyczącą ptaków na terenie Oceanu Indyjskiego oraz klasyfikację kolekcji ptaków na Uniwersytecie Cambridge. Holyoak wspomniał także, że szczątki mogą stanowić podtyp Necropsittacus lub Mascarinus, o szerokim dziobie. Ostatecznie stwierdził jednak, że najlepszą opcją będzie traktowanie ich jako należących do nowego gatunku.